# Jugoszów
Jugoszów – wieś sołecka w Polsce, położona w województwie świętokrzyskim, w powiecie sandomierskim, w gminie Obrazów.
W latach 1975–1998 miejscowość administracyjnie należała do województwa tarnobrzeskiego.

## Części wsi
| SIMC    | Nazwa         | Rodzaj    |
| ------- | ------------- | --------- |
| 0800730 | Goraj         | część wsi |
| 0800746 | Kolonie       | część wsi |
| 0800752 | Pod Goźlicami | część wsi |
| 0800769 | Wólka         | część wsi |

## Historia
Jugoszów albo Jugoszew, wieś włościańska i osada rządowa w powiecie sandomierskim, gminie Obrazów, parafii Goźlice.

W 1827 r. było tu 21 domów 126 mieszkańców.

W 1883 było 37 domów 199 mieszkańców i 453 mórg obszaru.
Osada rządowa 1 dom, 1 morga ziemi.

Wspomina tę wieś Długosz (L.B. t.II s.335) jako własność Kielczuza herbu Habdank.